# Jacques Courtin
Pour les articles homonymes, voir Courtin.
 (avril 2018).
Si vous disposez d'ouvrages ou d'articles de référence ou si vous connaissez des sites web de qualité traitant du thème abordé ici, merci de compléter l'article en donnant les références utiles à sa vérifiabilité et en les liant à la section « Notes et références ».
Jacques Courtin Clarins, né le 6 août 1921 et mort le 23 mars 2007 à Neuilly-sur-Seine, est un entrepreneur français.

## Biographie
Il commence des études de médecine qu'il interrompt durant la guerre. En 1947, il commercialise avec succès un appareil qui masse et douche le sein : le Médecin-Bust nommé ensuite Model’Bust,.
En 1954, il fonde un institut de beauté rue Tronchet à Paris qu'il nomme Clarins. Ses cabines de soins acquièrent une certaine popularité notamment grâce à la fréquentation de certaines personnalités de l'époque. Il lance dans les années 60 des produits à base de plantes : la première huile traitante, l'huile tonic 1966 puis l'eau dynamisante qui connaîtra un succès mondial 20 ans plus tard.
En compagnie de son fils Christian, il va diversifier les activités de son groupe à partir de 1974, en l'internationalisant, mais également en l'associant aux activités de Thierry Mugler et en rachetant en 1995, les parfums Azzaro et Hugo Boss.
En 1978, il ajoute à son patronyme, le nom de sa société de cosmétiques.
En 2000, il cède la direction du groupe à ses deux fils : l'aîné, Christian, devient président du directoire et le second, Olivier, directeur général.
Ses quatre petites-filles intègrent l'entreprise en 2010.
Il meurt à son domicile de Neuilly-sur-Seine dans la nuit du 22 au 23 mars 2007. Sur sa tombe, se trouve l'épitaphe : « Ci-gît un homme qui a toujours su s'entourer de gens plus intelligents que lui ».

## Distinctions
- Chevalier de la Légion d'honneur (1994)[4].